# Nastoletni wampir
Nastoletni wampir (tytuł oryg. My Best Friend Is a Vampire) − amerykański film fabularny z 1987 roku, napisany przez Taba Murphy’ego oraz wyreżyserowany przez Jimmy’ego Hustona. Fabuła filmu skupia się na losach nastoletniego Jeremy’ego, który zostaje przeistoczony w krwiopijcę przez uwodzicielską wampirzycę.

## Obsada
- Robert Sean Leonard − Jeremy Capello
- Cheryl Pollak − Darla Blake
- Evan Mirand − Ralph
- David Warner − profesor McCarthy
- Cecilia Peck − Nora
- René Auberjonois − Modoc
- Kathy Bates − Helen Blake